# Pain biologique
 (juillet 2011).
Si vous disposez d'ouvrages ou d'articles de référence ou si vous connaissez des sites web de qualité traitant du thème abordé ici, merci de compléter l'article en donnant les références utiles à sa vérifiabilité et en les liant à la section « Notes et références ».
Un pain est dit « biologique » lorsqu'il répond au cahier des charges en vigueur du label Agriculture Biologique.
Les ingrédients agricoles qui composent le pain biologique doivent être issus de l'agriculture biologique
(sauf ingrédients figurant à l’article 27 ou l’annexe VIII du RCE 889/2008.
Le sel et l'eau n'étant pas des ingrédients issus de l'agriculture, ils ne sont pas visés par le cahier des charges. Une analyse de potabilité de l’eau est demandée annuellement (une copie du bulletin d'analyse effectuée sous la responsabilité de la commune suffit).
La levure fraîche (Saccharomyces cerevisiae) de boulangerie non bio est autorisée puisqu'elle n'est pas considérée à ce jour comme un ingrédient agricole. Elle doit cependant être exempte d'organisme génétiquement modifié (OGM). À noter qu'à partir du 31 décembre 2013, la levure de boulangerie (Saccharomyces cerevisiae) sera considérée comme ingrédient d’origine agricole et devra donc être certifiée.
Si le consommateur associe souvent le pain biologique et le pain au levain, le cahier des charges n'impose rien à ce sujet. Le pain biologique peut être produit de manière artisanale ou industrielle, selon des méthodes traditionnelles ou plus modernes en pâte crue-surgelée ou en pain précuit par exemple.